# Arquidiocese de Concepción
A Arquidiocese de Concepción (em latim: Archidiœcesis Sanctissimæ Conceptionis) é uma circunscrição eclesiástica da Igreja Católica situada em Concepción, Chile. Atualmente esta vacante. Sua Sé é a Catedral Nossa Senhora da Imaculada Conceição.
Possui 56 paróquias servidas por 102 padres, abrangendo uma população de 1 409 120 habitantes, com 58,6% da dessa população jurisdicionada batizada (825 680 católicos).

## História
A Diocese de La Imperial foi erigida em 22 de março de 1563, com a bula Super specula do Papa Pio IV, recebendo o território da diocese de Santiago do Chile (hoje arquidiocese). Originalmente era sufragânea da Arquidiocese de Lima.
Em 1603 a sé foi transferida de La Imperial para Penco e a diocese assumiu o nome de Diocese de Concepción. Em 1763 a sé foi novamente transferida de Penco para Concepción.
Em 21 de maio de 1840 passou a fazer parte da província eclesiástica da Arquidiocese de Santiago do Chile.
Em 1 de julho de 1840 e 16 de julho de 1901 cedeu partes do seu território em vantagem da ereção, respectivamente, da Diocese de San Carlos de Ancud e da prefeitura apostólica de Araucanía (atual diocese de Villarrica).
Em 1908 e em 1916 partes do próprio território, respectivamente Temuco e Chillán, foram confiadas à pastoral dos "Governadores Eclesiásticos", de caráter episcopal, dependentes do bispo de Concepción.
Em 18 de outubro de 1925, três novas dioceses foram erigidas com território separado da diocese de Concepción, a diocese de Chillán (hoje diocese de San Bartolomé de Chillán), a diocese de Temuco e a diocese de Linares.
Em 20 de maio de 1939 foi elevada à dignidade de arquidiocese metropolitana com a bula Quo provinciarum do Papa Pio XII. Nesse mesmo ano um terremoto destruiu a catedral. A reconstrução foi iniciada em 3 de novembro do ano seguinte e concluiu com a consagração em 11 de julho de 1964.
Em 20 de junho de 1959 cedeu uma parte do território para a ereção da Diocese de Los Ángeles (atual Diocese de Santa María de Los Ángeles).
Em 1987, o Papa João Paulo II visitou o Chile em uma extensa visita apostólica durante a qual visitou a Arquidiocese.

## Prelados
|                          | Nome                                          | Período    | Notas                                       |
| Arcebispos               | Arcebispos                                    | Arcebispos | Arcebispos                                  |
| ------------------------ | --------------------------------------------- | ---------- | ------------------------------------------- |
| 7º                       | Sergio Hernán Pérez de Arce Arriagada, SS.CC  | 2024-      | Atual                                       |
| 6º                       | Fernando Natalio Chomalí Garib                | 2011-2023  | Nomeado Arcebispo de Santiago do Chile      |
| 5º                       | Ricardo Ezzati Andrello, S.D.B.               | 2006-2010  | Nomeado Arcebispo de Santiago do Chile      |
| 4º                       | Antonio Moreno Casamitjana †                  | 1989-2006  |                                             |
| 3º                       | José Manuel Santos Ascarza, O.C.D. †          | 1983-1988  |                                             |
| 2º                       | Manuel Sánchez Beguiristáin †                 | 1963-1983  |                                             |
| 1º                       | Alfredo Silva Santiago †                      | 1939-1963  |                                             |
| Bispos-auxiliares        |                                               |            |                                             |
|                          | Óscar Walter García Barreto                   | 2022-      | Atual                                       |
|                          | Bernardo Andrés Álvarez Tapia                 | 2022-      | Atual                                       |
|                          | Pedro Mario Ossandón Buljevic                 | 2008-2012  | Nomeado Bispo-auxiliar de Santiago do Chile |
|                          | Tomislav Koljatic Maroevic                    | 1997-2003  | Nomeado Bispo de Linares                    |
|                          | Pedro Felipe Bacarreza Rodríguez              | 1991-2006  | Nomeado Bispo de Santa María de Los Ángeles |
|                          | Alejandro Goić Karmelić                       | 1979-1991  | Nomeado Bispo-auxiliar de Talca             |
|                          | Sergio Otoniel Contreras Navia                | 1974-1977  | Nomeado Bispo de Temuco                     |
|                          | Carlos Oviedo Cavada, O. de M.                | 1964-1974  | Nomeado Arcebispo de Antofagasta            |
|                          | Pedro Felipe de Azúa e Iturgoyen              | 1735-1741  | Elevado a Bispo                             |
| Arcebispo-coadjutor      |                                               |            |                                             |
|                          | Arturo Mery Beckdorf                          | 1955-1963  | Nomeado Arcebispo-coadjutor de La Serena    |
| Bispos                   |                                               |            |                                             |
| 28º                      | Gilberto Fuenzalida Guzmán †                  | 1918-1938  |                                             |
| 27º                      | Luis Enrique Izquierdo Vargas †               | 1906-1917  |                                             |
| 26º                      | Plácido Labarca Olivares †                    | 1890-1905  |                                             |
| 25º                      | Fernando Blaitt Mariño †                      | 1886-1887  |                                             |
| 24º                      | José Hipólito Salas y Toro †                  | 1854-1883  |                                             |
| 23º                      | Diego Antonio Elizondo y Prado †              | 1840-1852  |                                             |
| 22º                      | José Ignacio Cienfuegos Arteaga †             | 1832-1840  |                                             |
| 21º                      | Diego Antonio Navarro Martín de Villodras †   | 1806-1818  | Nomeado Arcebispo de Sucre                  |
| 20º                      | Tomás de Roa y Alarcón †                      | 1794-1805  |                                             |
| 19º                      | Francisco José Marán †                        | 1779-1794  | Nomeado Bispo de Santiago do Chile          |
| 18º                      | Pedro Ángel de Espiñeira, O.F.M. Obs. †       | 1761-1778  |                                             |
| 17º                      | José de Toro y Zambrano †                     | 1744-1760  |                                             |
| 16º                      | Pedro Felipe de Azúa y Iturgoyen †            | 1742-1744  | Nomeado Bispo de Bogotá                     |
| 15º                      | Salvador Bermúdez y Becerra †                 | 1731-1742  | Nomeado Bispo de Lapaz                      |
| 14º                      | Juan Francisco Antonio de Escandón, C.R. †    | 1723-1731  | Nomeado Arcebispo de Lima                   |
| 13º                      | Juan de Necolalde †                           | 1715-1723  | Nomeado Arcebispo de Sucre                  |
| 12º                      | Diego Montero del Aguila †                    | 1708-1715  | Nomeado Bispo de Trujillo                   |
| 11º                      | Martín de Híjar y Mendoza, O.S.A. †           | 1693-1704  |                                             |
| 10º                      | Luis de Lemos y Usategui, O.S.A. †            | 1686-1692  |                                             |
| 9º                       | Antonio de Morales, O.P. †                    | 1682-1683  |                                             |
| 8º                       | Francisco de Loyola y Vergara, O.S.A. †       | 1669-1677  |                                             |
| 7º                       | Dionisio de Cimbrón, O.Cist. †                | 1653-1661  |                                             |
| 6º                       | Diego de Zambrana de Villalobos †             | 1633-1653  |                                             |
| 5º                       | Luis Jerónimo Oré, O.F.M. Obs. †              | 1620-1630  |                                             |
| 4º                       | Carlos Marcelo Corni Velázquez †              | 1618-1620  | Nomeado Bispo de Trujillo                   |
| 3º                       | Reginaldo de Lizárraga, O.P. †                | 1598-1609  | Nomeado Bispo de Assunção                   |
| 2º                       | Agustín de Cisneros Montesa †                 | 1588-1594  |                                             |
| 1º                       | ntonio de San Miguel Avendaño y Paz, O.F.M. † | 1564-1588  | Nomeado Bispo de Quito                      |
| Administrador Apostólico |                                               |            |                                             |
|                          | Pedro Mario Ossandón Buljevic                 | 2011       | Bispo-auxiliar da mesma                     |